# Шарп, Даниэль
Даниэль Шарп (англ. Danielle Sharp; род. 21 августа 1991) — британская фотомодель.
Родилась и выросла в Гримсби, обучалась в ланкаширских школах, затем — в Университете Центрального Ланкашира в Престоне, который окончила 2013 году.
Начала модельную карьеру в 2011 году, устроившись работать в Samantha Bond. Впервые обратила на себя внимание в 2011 году, когда была названа журналом Loaded «самой сексуальной студенткой Британии». Затем в 2012 и 2013 годах появилась на обложке журналов Front и Nuts, читатели последнего журнала поставили её на шестое место в списке «100 сексуальных красоток».
В ноябре 2012 года появилась в рубрике «Девушка дня» фотоприложения Page 3 к таблоиду The Sun, в январе и марте 2013 года её фотографии вновь выходили в этой рубрике.
В ноябре 2013 года позировала для журнала FHM. Заняла 100-е место в списке «100 сексуальных женщин 2015» по версии журнала FHM.
Снялась в музыкальном видео Ким Дотсон «To Be With You».
Предпочитает моду образца 1930-х и 1940-х годов; ведёт блог о моде, в котором представляет собственные работы. Является вегетарианкой.